# Liste der Kulturgüter in Zürich/Kreis 3
Die Liste der Kulturgüter in Zürich/Kreis 3 enthält alle Objekte im Kreis 3 der Stadt Zürich, die gemäss der Haager Konvention zum Schutz von Kulturgut bei bewaffneten Konflikten, dem Bundesgesetz vom 20. Juni 2014 über den Schutz der Kulturgüter bei bewaffneten Konflikten sowie der Verordnung vom 29. Oktober 2014 über den Schutz der Kulturgüter bei bewaffneten Konflikten unter Schutz stehen.
Objekte der Kategorien A und B sind vollständig in der Liste enthalten, Objekte der Kategorie C fehlen zurzeit (Stand: 1. Januar 2022). Unter übrige Baudenkmäler sind weitere geschützte Objekte zu finden, die im Verzeichnis der Objekte von überkommunaler Bedeutung der kantonalen Denkmalpflege zu finden und nicht bereits in der Liste der Kulturgüter enthalten sind.

## Kulturgüter
| Foto | | Objekt | Kat. | Typ | Standort | Beschreibung |
| ---- | --- | --- | ---- | --- | --- | --- |
| ja   | Datei hochladen | Credit Suisse AG, Central Corporate Archives KGS-Nr.: 124 | A    | S   | Uetlibergstrasse 231 681335 / 245607                                                                                                | |
| ja   | Datei hochladen · Wikidata zu Friedhof Sihlfeld (Q1457424) | Friedhof Sihlfeld KGS-Nr.: 7923 | A    | G   | Aemtlerstrasse 149–151 680956 / 247771                                                                                              | |
| ja   | Datei hochladen · Wikidata zu Friedhof Sihlfeld (Q1457424) | Krematorium Sihlfeld KGS-Nr.: 10054 | A    | G   | Albisriederstrasse 51 680473 / 247768                                                                                               | |
| ja   | Datei hochladen · Wikidata zu Kindergartenhaus Wiedikon (Q1171132) | Kindergartenhaus Wiedikon KGS-Nr.: 10386 | A    | G   | Zentralstrasse 105 681403 / 247572                                                                                                  | |
| ja   | Datei hochladen · Wikidata zu Üetliberg, prähistorische Siedlungen und Bestattungsplätze, römische Siedlung, mittelalterliche Burg und Befestigungsanlagen (Q108057671) | Uetliberg, spätbronze- und eisenzeitliche Siedlungen und Bestattungsplätze, römische Siedlung, mittelalterliche Burgruine und Befestigungsanlage (Hauptwall- und Vorwall) KGS-Nr.: 11735 | A    | F   | Uetliberg 679500 / 244900 | Objekt liegt teilweise auf dem Gemeindegebiet von Zürich, Stallikon (KGS-Nr. 7666) und Uitikon (KGS-Nr. 11734). |
| BW   | Datei hochladen | Keystone Press AG Fotoarchiv KGS-Nr.: 2877 | B    | S   | Grubenstrasse 45 681123 / 246143 | |
| ja   | Datei hochladen · Wikidata zu Bauten, Bertastrasse 1–11 (Q29933524) | Wohnhäuser KGS-Nr.: 7901 | B    | G   | Bertastrasse 1–15 681400 / 247738                                                                                                   | |
| ja   | Datei hochladen · Wikidata zu Musikpavillon (1933) (Q29933631) | Musikpavillon KGS-Nr.: 7975 | B    | G   | Manessestrasse 1 682050 / 246990 | |
| ja   | Datei hochladen · Wikidata zu Reformierte Kirche Bühl (Q1742514) | Reformierte Bühlkirche KGS-Nr.: 7984 | B    | G   | Bühlstrasse / Goldbrunnenstrasse 681437 / 246908                                                                                    | |
| ja   | Datei hochladen · Wikidata zu Tramdepot Wiedikon (Q29933664) | Tramdepot Wiedikon KGS-Nr.: 10383 | B    | G   | Elisabethenstrasse 15, 27, 43 681772 / 247524                                                                                       | |
| ja   | Datei hochladen · Wikidata zu Bahnhof Zürich Wiedikon (Q679393) | Bahnhof Wiedikon mit Perronanlagen und Stellwerk KGS-Nr.: 12728 | B    | G   | Birmensdorferstrasse 80 681940 / 247296                                                                                             | |
| ja   | Datei hochladen · Wikidata zu Zwinglihaus (Q244838) | Reformierte Zwinglikirche KGS-Nr.: 12742 | B    | G   | Aemtlerstrasse 23 681313 / 247328                                                                                                   | |
| ja   | Datei hochladen · Wikidata zu Burg Friesenberg (Q1011875) | Friesenberg, mittelalterliche Burgruine KGS-Nr.: 14838 | B    | F   | Friesenbergweg 679741 / 245780 | |
| ja   | Datei hochladen · Wikidata zu Familienheim-Genossenschaft Zürich (Q1395246)                                                                                             | Wohnsiedlung Friesenberg (1. und 2. Etappe) KGS-Nr.: 16640 | B    | G   | Pappelstrasse 2-29 / Jakob Peter Weg 1-45 / Margaretenweg 1-27 / Schweighofstrasse 287-335 / Friesenbergstrasse 220 680509 / 246437 | |

## Übrige Baudenkmäler
| ID     | Foto |                                                                     | Objekt | Kat.    | Typ | Standort                                          | Beschreibung |
| ------ | ---- | ------------------------------------------------------------------- | --- | ------- | --- | ------------------------------------------------- | ------------ |
| WD340  | ja   | Datei hochladen                                                     | Ortsmuseum Wiedikon | C       | G   | Steinstrasse 8 681640 / 246942                    |              |
| WD559  | ja   | Datei hochladen                                                     | Wohn- und Geschäftshaus | C       | G   | Weststrasse 122 681665 / 247429                   |              |
| WD680  | ja   | Datei hochladen                                                     | Ehemaliges Doppelbauernhaus (als Ständerbau mit je einer seitlich angebauten Scheune, 16./17. Jahrhundert)                            | C       | G   | Zweierstrasse 174 681491 / 247113                 |              |
| WD1008 | ja   | Datei hochladen                                                     | Ämtlerhalle / Amerikanerhaus (Restaurant, ursprünglich als Einküchenhaus für alle Bewohner geplant, Baumeister Oskar Schwank 1916–17) | C       | G   | Idastrasse 28 / Gertrudstrasse 37 681314 / 247499 |              |
| WD1127 | ja   | Datei hochladen                                                     | Wohn- und Geschäftshaus | C       | G   | Bertastrasse 26 681228 / 247621                   |              |
| WD1130 | ja   | Datei hochladen                                                     | Wohn- und Geschäftshaus (Teil der U-förmigen Blockrandbebauung, Neurenaissance, 1897–1898)                                            | C       | G   | Bertastrasse 34 681194 / 247595                   |              |
| WD1136 | ja   | Datei hochladen                                                     | Wohn- und Geschäftshaus | C       | G   | Aemtlerstrasse 86 681195 / 247559                 |              |
| WD1184 | ja   | Datei hochladen                                                     | Gebäude (Teil einer Blockrandbebauung mit Wohn- und Geschäftshäusern, Neurenaissance, Architekt N. Braun 1898)                        | B       | G   | Bertastrasse 1 681296 / 247682                    |              |
| WD1194 | ja   | Datei hochladen                                                     | Wohn- und Geschäftshaus (Architekten Bützberger & Burkhard, 1896)                                                                     | C       | G   | Bertastrasse 21 681306 / 247650                   |              |
| WD1198 | ja   | Datei hochladen                                                     | Wohn- und Geschäftshaus (historistischer deutscher Renaissancestil, Architekten Bützberger & Burkhard 1896–97)                        | C       | G   | Idaplatz 10 681308 / 247609                       |              |
| WD1204 | ja   | Datei hochladen                                                     | Gebäude (typisches Wohnhaus der Jahrhundertwende, 1897 als Teil der Blockrandbebauung errichtet)                                      | C       | G   | Zentralstrasse 125–127 681342 / 247658            |              |
| WD1827 | ja   | Datei hochladen                                                     | Abdankungshalle (Israelitischer Friedhof Unterer Friesenberg)                                                                         | C       | G   | Friesenbergstrasse 160 680676 / 246443            |              |
| WD2404 | ja   | Datei hochladen                                                     | Mehrfamilienhaus | C       | G   | Zurlindenstrasse 219–223 681200 / 247673          |              |
| WD2780 | ja   | Datei hochladen                                                     | Wohn- und Geschäftshaus | C       | G   | Rotachstrasse 24 681357 / 247176                  |              |
| WD3678 | ja   | Datei hochladen                                                     | Wohnsiedlung Im Wyl | C       | G   | Im Wyl 47–57 681120 / 246935                      |              |
| WD3685 | ja   | Datei hochladen                                                     | Wohnsiedlung Im Wyl | C       | G   | Im Wyl 33–45 681155 / 246895                      |              |
| WD3692 | ja   | Datei hochladen                                                     | Wohnsiedlung Im Wyl | C       | G   | Im Wyl 19–31 681192 / 246853                      |              |
| WD3699 | ja   | Datei hochladen                                                     | Wohnsiedlung Im Wyl | C       | G   | Im Wyl 5–17 681229 / 246810                       |              |
| WD3709 | ja   | Datei hochladen                                                     | Wohnsiedlung Im Wyl | C       | G   | Im Wyl 40–44 681163 / 246937                      |              |
| WD3712 | ja   | Datei hochladen                                                     | Wohnsiedlung Im Wyl | C       | G   | Im Wyl 34–36 681180 / 246917                      |              |
| WD3714 | ja   | Datei hochladen                                                     | Wohnsiedlung Im Wyl | C       | G   | Im Wyl 28–30 681196 / 246900                      |              |
| WD3716 | ja   | Datei hochladen                                                     | Wohnsiedlung Im Wyl | C       | G   | Im Wyl 22–24 681213 / 246880                      |              |
| WD3718 | ja   | Datei hochladen                                                     | Wohnsiedlung Im Wyl | C       | G   | Im Wyl 16–18 681228 / 246864                      |              |
| WD3720 | ja   | Datei hochladen                                                     | Wohnsiedlung Im Wyl | C       | G   | Im Wyl 10–12 681243 / 246846                      |              |
| WD3722 | ja   | Datei hochladen                                                     | Wohnsiedlung Im Wyl | C       | G   | Im Wyl 4–6 681258 / 246831                        |              |
| WD3918 | ja   | Datei hochladen                                                     | Wohnsiedlung Im Wyl | C       | G   | Bühlstrasse 28–30 681274 / 246810                 |              |
| WD3918 | ja   | Datei hochladen                                                     | Wohnsiedlung Im Wyl | C       | G   | Im Wyl 1 / Bühlstrasse 32 681250 / 246782         |              |
| WD4933 | ja   | Datei hochladen                                                     | Geschäftshaus und Wohnüberbauung Schimmelstrasse                                                                                      | C       | G   | Schimmelstrasse 9 682043 / 247141                 |              |
| WD4957 | ja   | Datei hochladen                                                     | Ehemaliges Doppelbauernhaus (als Ständerbau mit je einer seitlich angebauten Scheune, 16./17. Jahrhundert)                            | C       | G   | Zweierstrasse 176–178 681481 / 247103             |              |
| WD5878 | ja   | Datei hochladen                                                     | Mehrfamilienhäuser (schlossartiger Bau mit gotischen Fensterformen und Erkern, Robert Hardmeier, 1911)                                | C       | G   | Sihlfeldstrasse 53–55 681418 / 247680             |              |
| WD6353 | ja   | Datei hochladen                                                     | Wohnsiedlung Im Wyl | C       | G   | Friesenbergstrasse 35–37 681086 / 246957          |              |
| WD6462 | ja   | Datei hochladen                                                     | Bet- und Schulhaus Wiedikon | C       | G   | Schlossgasse 10/12 681657 / 247062                |              |
| WD7106 | ja   | Datei hochladen                                                     | Geschäftshaus zum Froschauer (mit Druckerei für Orell Füssli, Architekt Hermann Weideli, 1923)                                        | C       | G   | Dietzingerstrasse 3 681822 / 247081               |              |
| WD7644 | ja   | Datei hochladen                                                     | Wohn- und Geschäftshaus | C       | G   | Bertastrasse 97–99 / Gutstrasse 2 680947 / 247154 |              |
| WD8498 | ja   | Datei hochladen                                                     | Hubertus (Wohnhaus mit Restaurant) | C       | G   | Letzigraben 101 680077 / 247969                   |              |
| WD8583 | ja   | Datei hochladen                                                     | Sportanlage Rentenanstalt, Landistil, 1952                                                                                            | C       | G   | Frauentalweg 100 680823 / 245359                  |              |
| WD8718 | ja   | Datei hochladen                                                     | Mehrfamilienhäuser in Heimatstilformen (mit Jugendstilschablonenmalereinen, Architekt Oscar Brennwald, 1909)                          | C       | G   | Zentralstrasse 140–142 681306 / 247743            |              |
| WD8934 | ja   | Datei hochladen                                                     | Papierfabrik an der Sihl (Ausrüstgebäude, heute Restaurant «Rüsterei» im Sihlcity)                                                    | B kant. | G   | Giesshübelstrasse 15 681890 / 245821              |              |
| WD8935 | ja   | Datei hochladen                                                     | Papierfabrik an der Sihl (Hochkamin, Kalandergebäude, Papierlager)                                                                    | C       | G   | Giesshübelstrasse 17 681890 / 245897              |              |
| WD8936 | ja   | Datei hochladen                                                     | Werkstattgebäude (Carl Weigle 1898, ehemalige Wäscherei, Bäckerei, Teigwaren- und Bisquitfabrik, Dekaturanstalt)                      | C       | G   | Malzstrasse 19 681701 / 246637                    |              |
| WD8962 | ja   | Datei hochladen · Wikidata zu Grossgarage Schlotterbeck (Q14906735) | Citroën-Garage (ehemalige Garage Schlotterbeck, Architekten Hans Rudolf und Peter Suter, 1951)                                        | C       | G   | Badenerstrasse 413–415 680619 / 248212            |              |
| WD8994 | ja   | Datei hochladen                                                     | Ehemaliges Bauernhaus mit Scheunen | C       | G   | Friesenbergstrasse 376–382 679964 / 245866        |              |
| WD9060 | ja   | Datei hochladen                                                     | Mehrfamilienhaus | C       | G   | Bertastrasse 70–72 680975 / 247407                |              |

Legende: Im Wesentlichen siehe Legende der Liste der Kulturgüter von nationaler und regionaler Bedeutung, mit folgenden Ausnahmen:
- Anstelle der KGS-Nummer wird als Objekt-Identifikator (ID) die Inventarnummer im Verzeichnis der Objekte von überkommunaler Bedeutung des kantonalen Denkmalschutzamtes verwendet.
- Bei den Kategorien wird wie folgt unterschieden: B kant. = Objekt von kantonaler Bedeutung (Kanton Zürich); B reg. = Objekt von regionaler Bedeutung (Kanton Zürich).